# Rosângela Lula da Silva
Pour les articles homonymes, voir Silva.
Rosângela Lula da Silva, surnommée « Janja », est née Rosângela da Silva le 27 août 1966 à União da Vitória. Elle est une sociologue brésilienne et la Première dame du Brésil depuis le 1er janvier 2023, en tant que troisième épouse du président Luiz Inácio Lula da Silva.

## Biographie

### Origines, études et carrière professionnelle
Rosangela da Silva naît le 27 août 1966 à União da Vitória, une petite ville de l'intérieur de l'État du Paraná, dans le sud du Brésil. Elle est issue d'une famille modeste : son père est commerçant et sa mère femme au foyer. 
Elle déménage à Curitiba pendant son enfance.
Elle rejoint le Parti des travailleurs (PT) en 1983.
En 1990, elle commence des études de sciences sociales à l'université fédérale du Paraná et se spécialise en histoire dans la même institution. Étudiante médiocre, elle est embauchée  le 1er janvier 2005 par Itaipu Binacional, qui gère le grand barrage hydroélectrique sur le Rio Paraná, à la frontière avec l'Uruguay. À cette époque, il n'y a pas d'examens dans la fonction publique. Rosangela da Silva se révèle au fil des années une militante aguerrie et une femme active. Elle travaille pendant 16 ans pour cette société publique, devenant l'adjointe du directeur général et coordonnatrice des programmes concernant le développement durable. Elle se lie avec Gleisi Hoffmann, directrice financière d'Itaipu Binacional, qui deviendra députée du Parana et présidente du PT. 
Entre 2012 et 2016, Rosangela da Silva est conseillère en communication et en affaires institutionnelles chez Eletrobras, à Rio de Janeiro. En 2016, elle retourne à Itaipu. Elle quitte officiellement l'entreprise le 1er janvier 2020.

### Rencontre et mariage avec Lula da Silva
Rosangela da Silva et l'homme politique Luiz Inácio Lula da Silva, veuf, commencent à se fréquenter en 2018. Elle lui rend fréquemment visite après son arrestation au siège de la police fédérale à Curitiba. À la sortie de prison de Lula le 8 novembre 2019, ils annoncent leurs fiançailles. Ils se marient le 18 mai 2022 à São Paulo,.

### Campagne électorale de 2022
Elle s'investit dans la campagne présidentielle de 2022, s'assurant de la sécurité et de la logistique des meetings, créant des comités d'artistes en soutien de Lula. Elle prête sa voix au jingle de la campagne et invente aussi son slogan, « L'amour vaincra la haine ».

### Première dame du Brésil

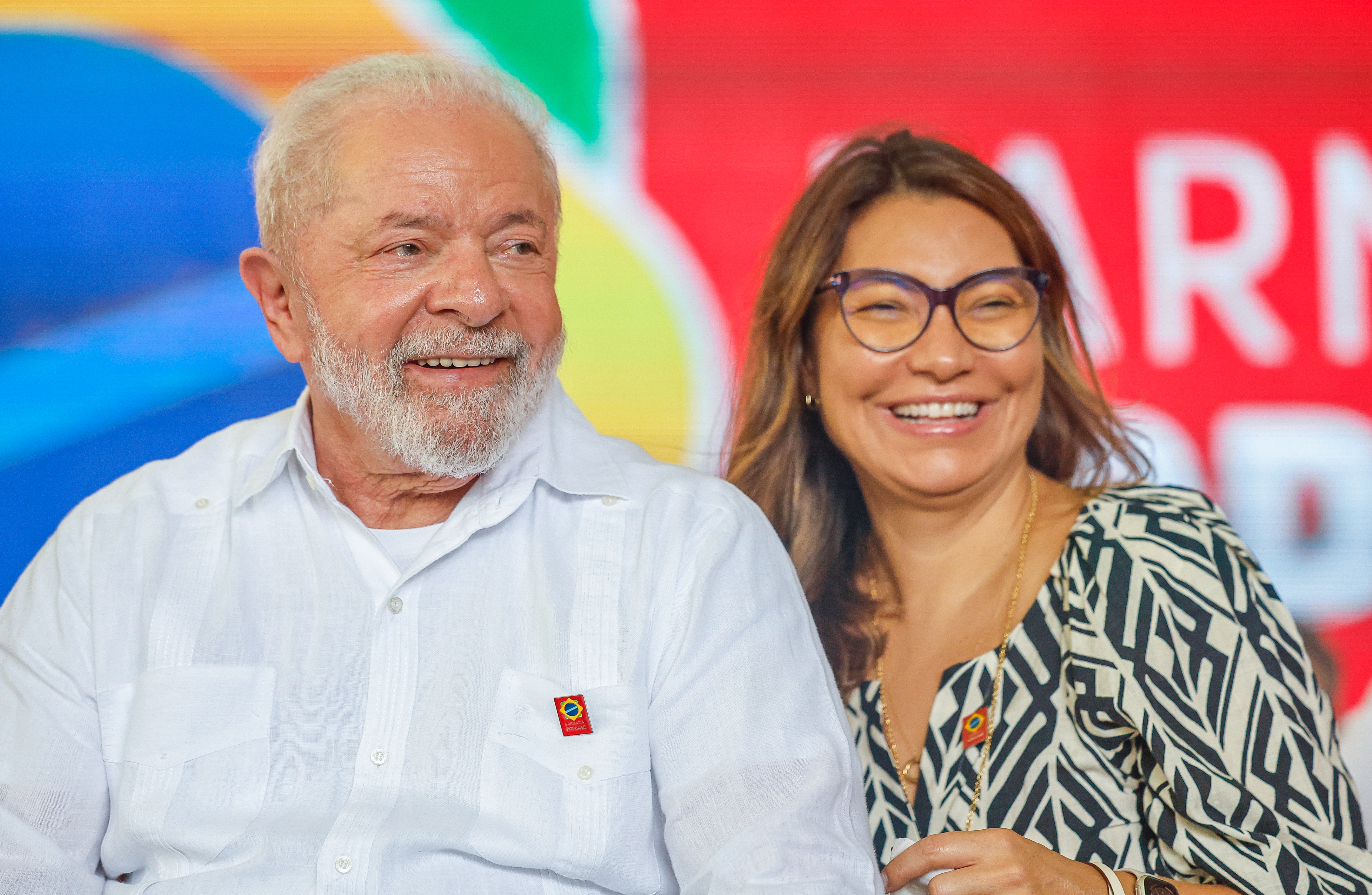
Rosângela Lula da Silva et son époux en juin 2023.

Après le retour de Lula à la présidence du pays en 2023, elle devient Première dame du Brésil. Elle organise la cérémonie d’investiture de son époux et se montre très active sur les réseaux sociaux. Elle est critiquée pour ses goûts de luxe et ses interférences dans la vie politique.

## Distinctions

### Décorations nationales
- Grand-croix de l'ordre du Rio Branco (21 novembre 2023)

### Décorations étrangères
- Grand-croix de l'ordre de l'Infant Dom Henri ( Portugal, 22 avril 2023)

- Chevalier grand-croix de l'ordre du Mérite de la République italienne‎ ( Italie, 10 juillet 2024)[9]
- Officier de la Légion d'honneur ( France, 28 mars 2024)[10].